# Koninklijk Concertgebouw

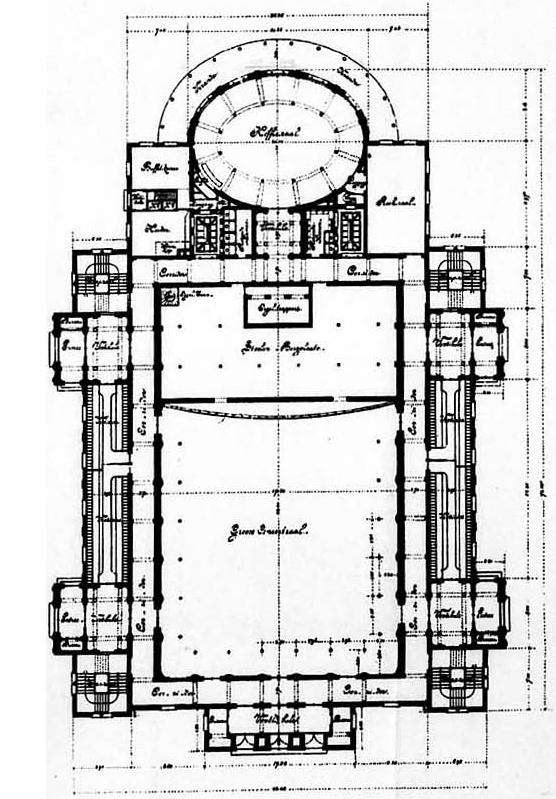
Van Gendts ontwerp van het grondplan met de Grote Zaal.

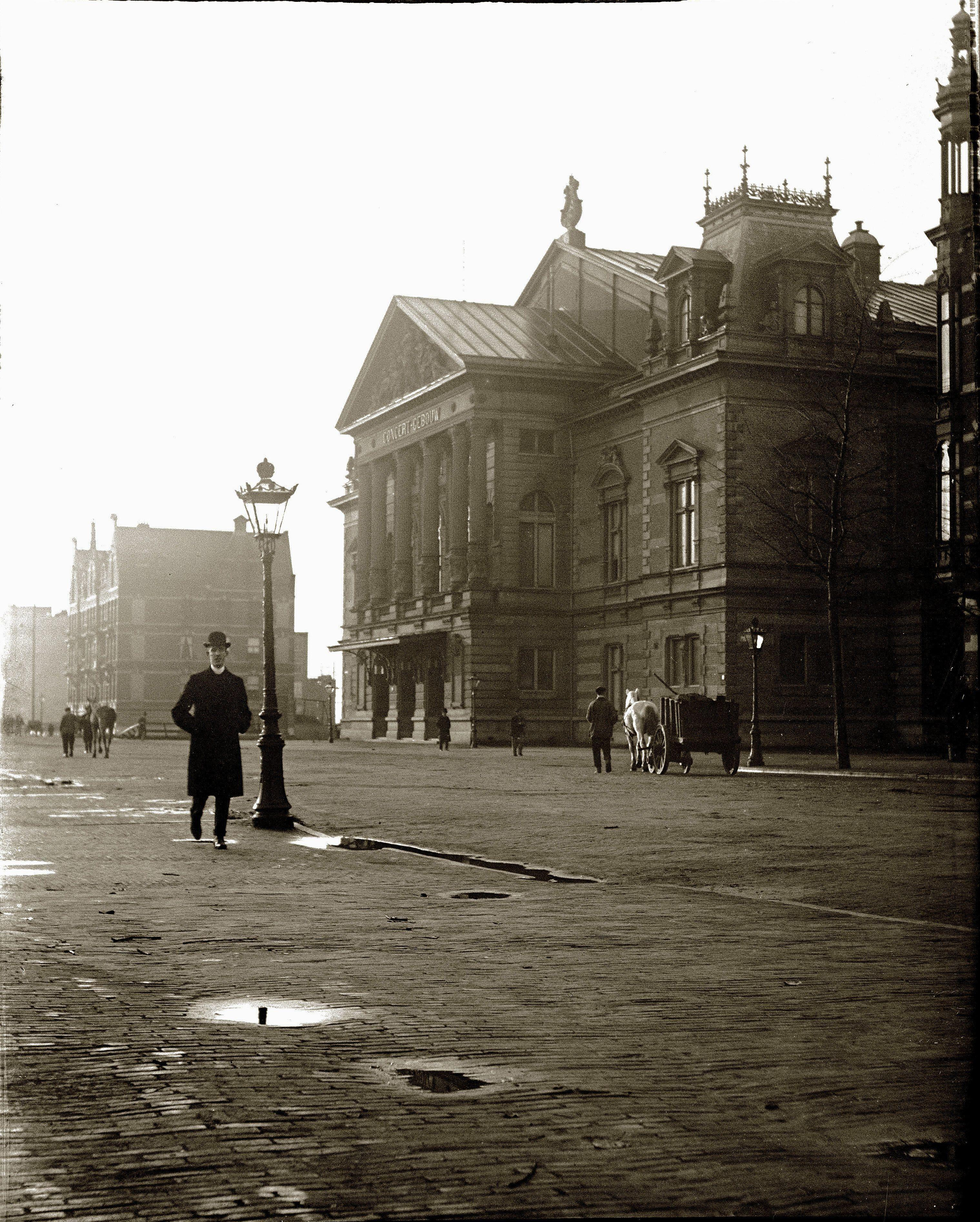
Concertgebouw in 1902, door Jacob Olie.

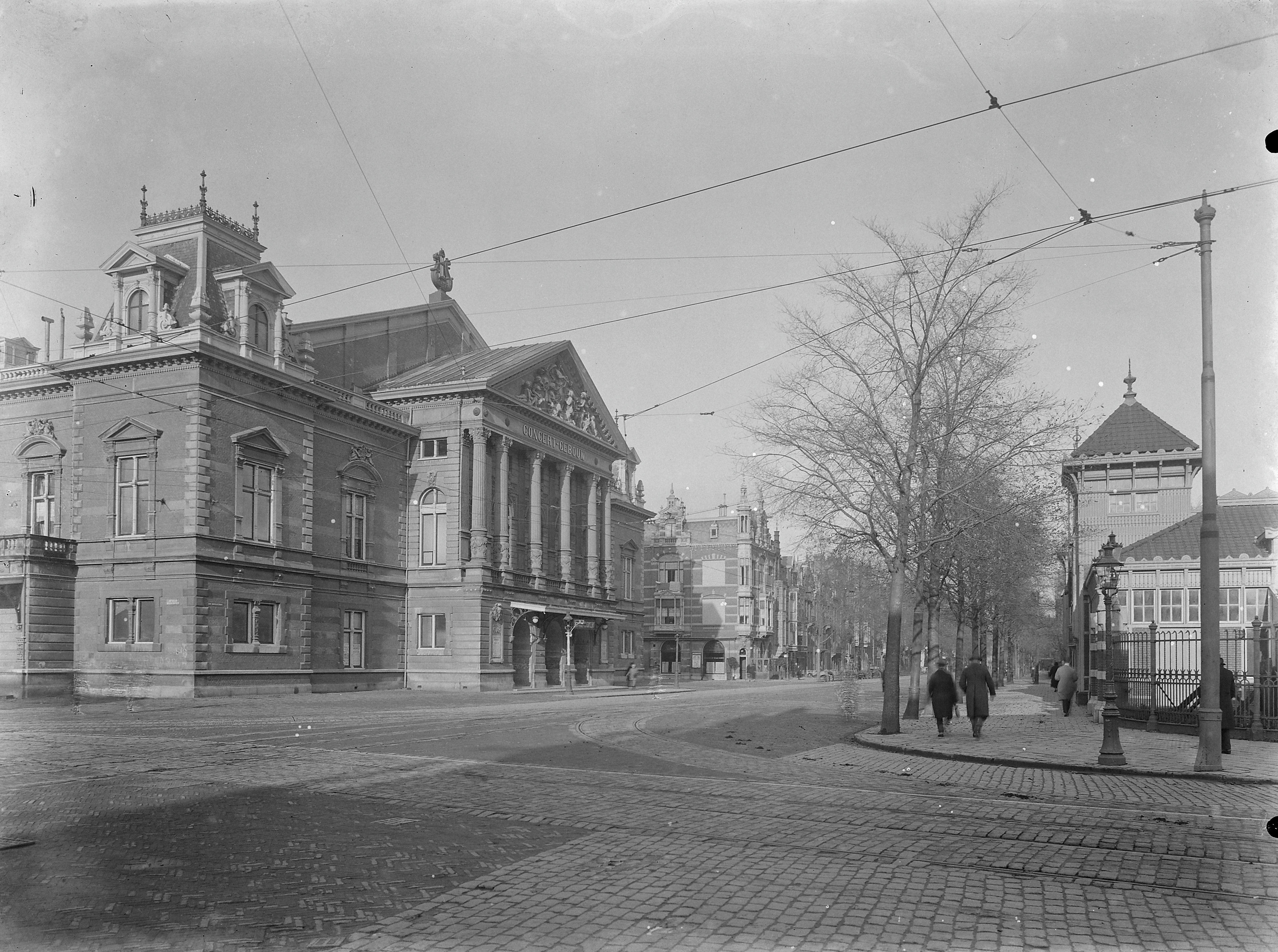
Voorgevel van het Concertgebouw aan de Van Baerlestraat, met rechts het gebouw van de Amsterdamse IJsclub; circa 1920.

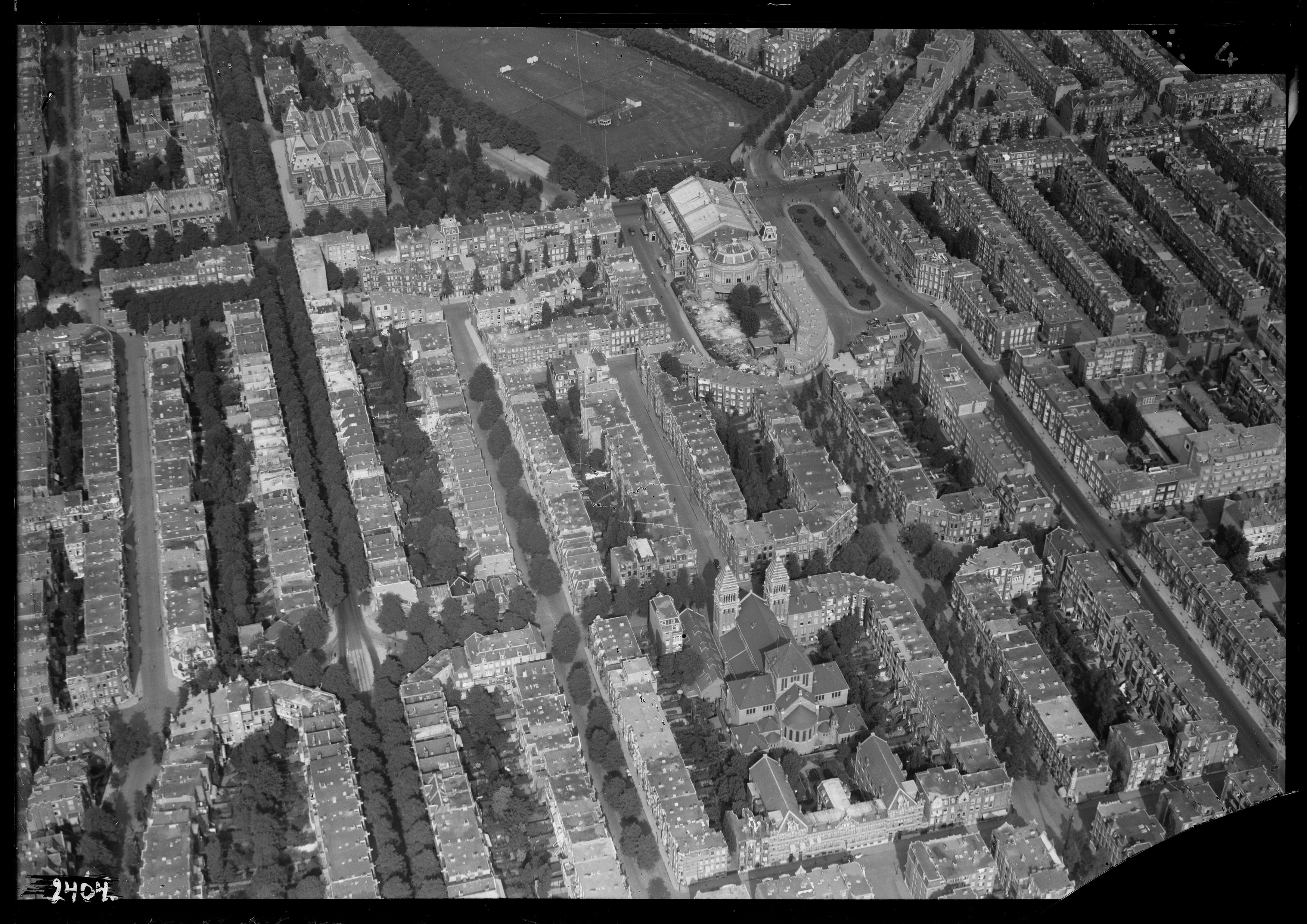
Het Concertgebouw met de omliggende Concertgebouwbuurt gezien vanuit de lucht in noordelijke richting. Bovenaan het Museumplein met het Concertgebouw, op de voorgrond de Obrechtkerk; circa 1930. Luchtvaartafdeeling, 1920-1940.

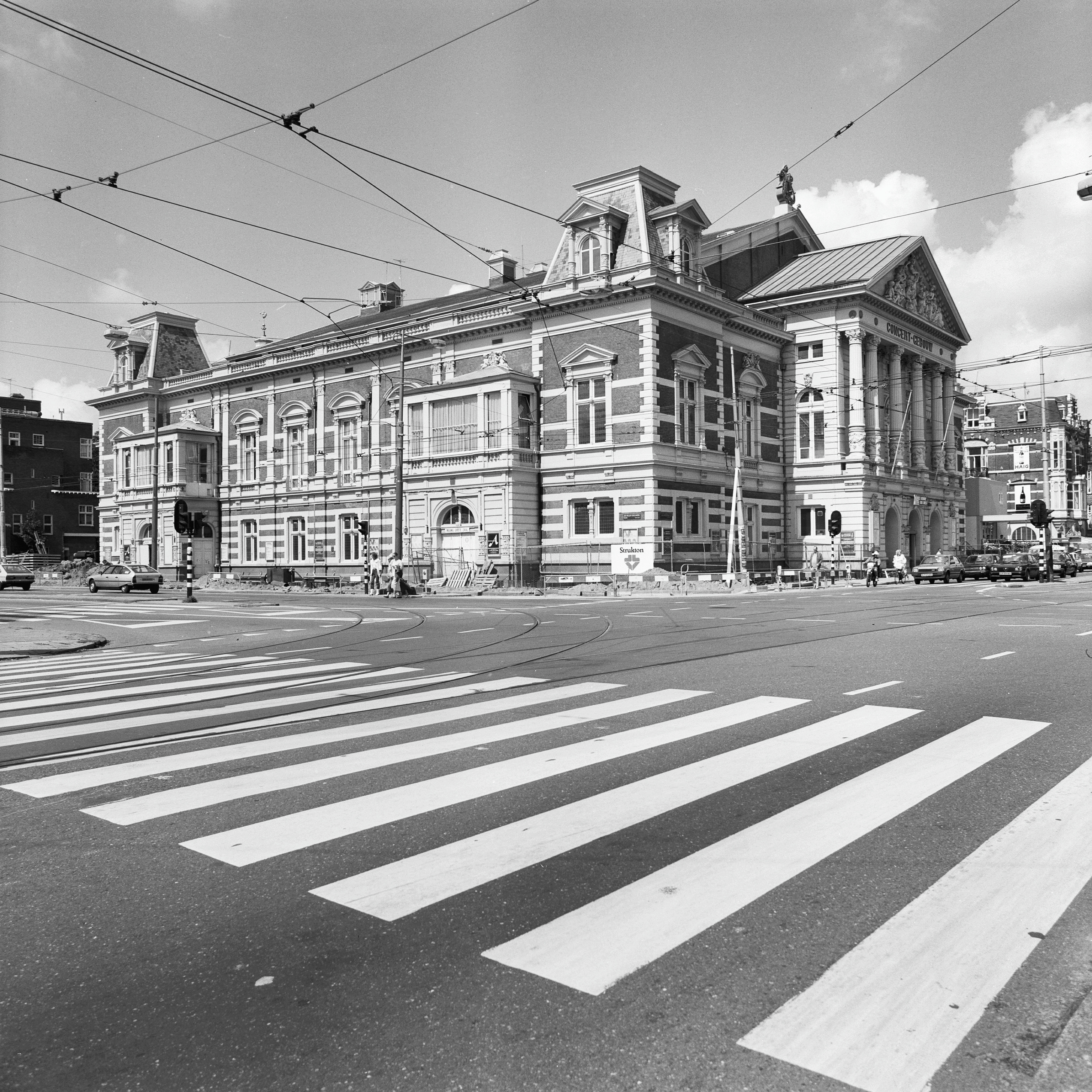
De oostzijde van het Concertgebouw nog zonder de latere moderne aanbouw.

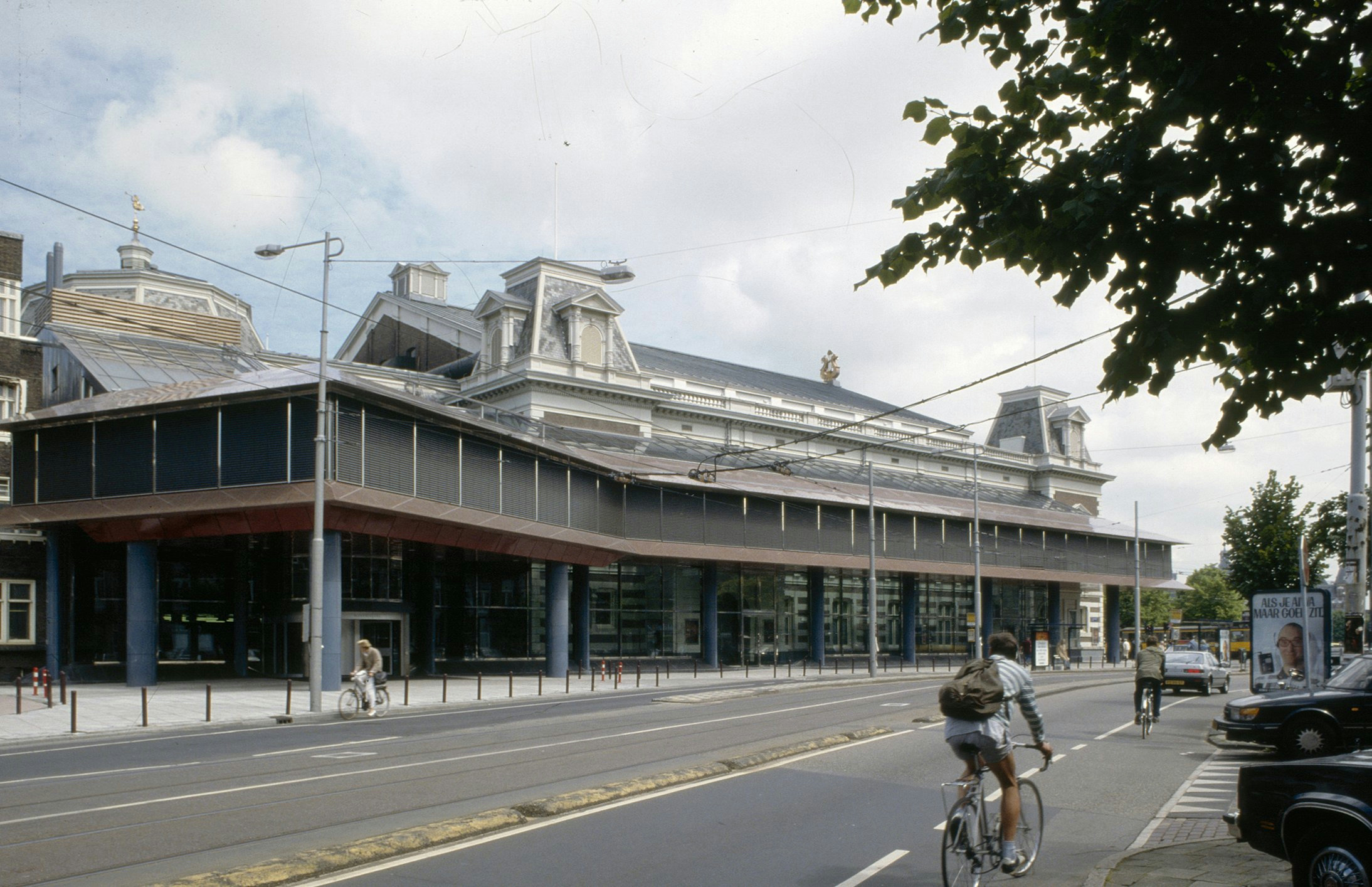
De oostzijde van het Concertgebouw. De zijvleugel van architect Pi de Bruijn werd aangebouwd in de jaren 80.

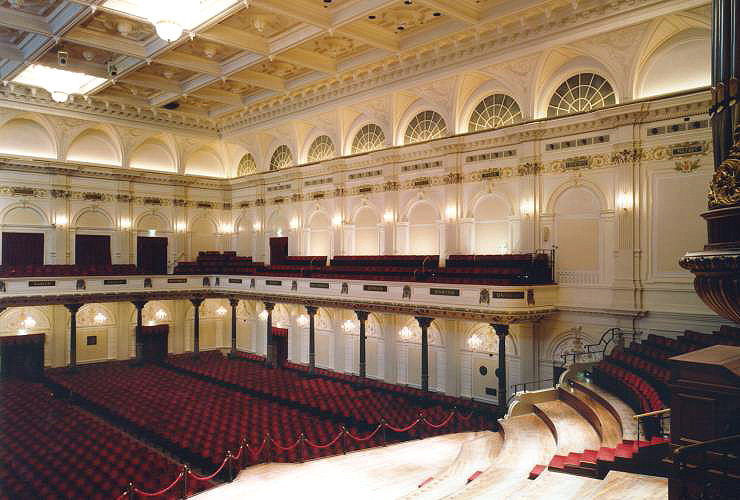
De Grote Zaal na restauratie

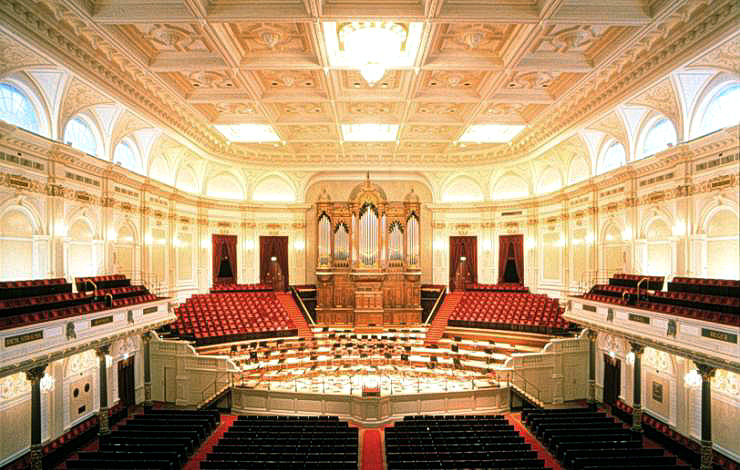
De Grote Zaal na restauratie

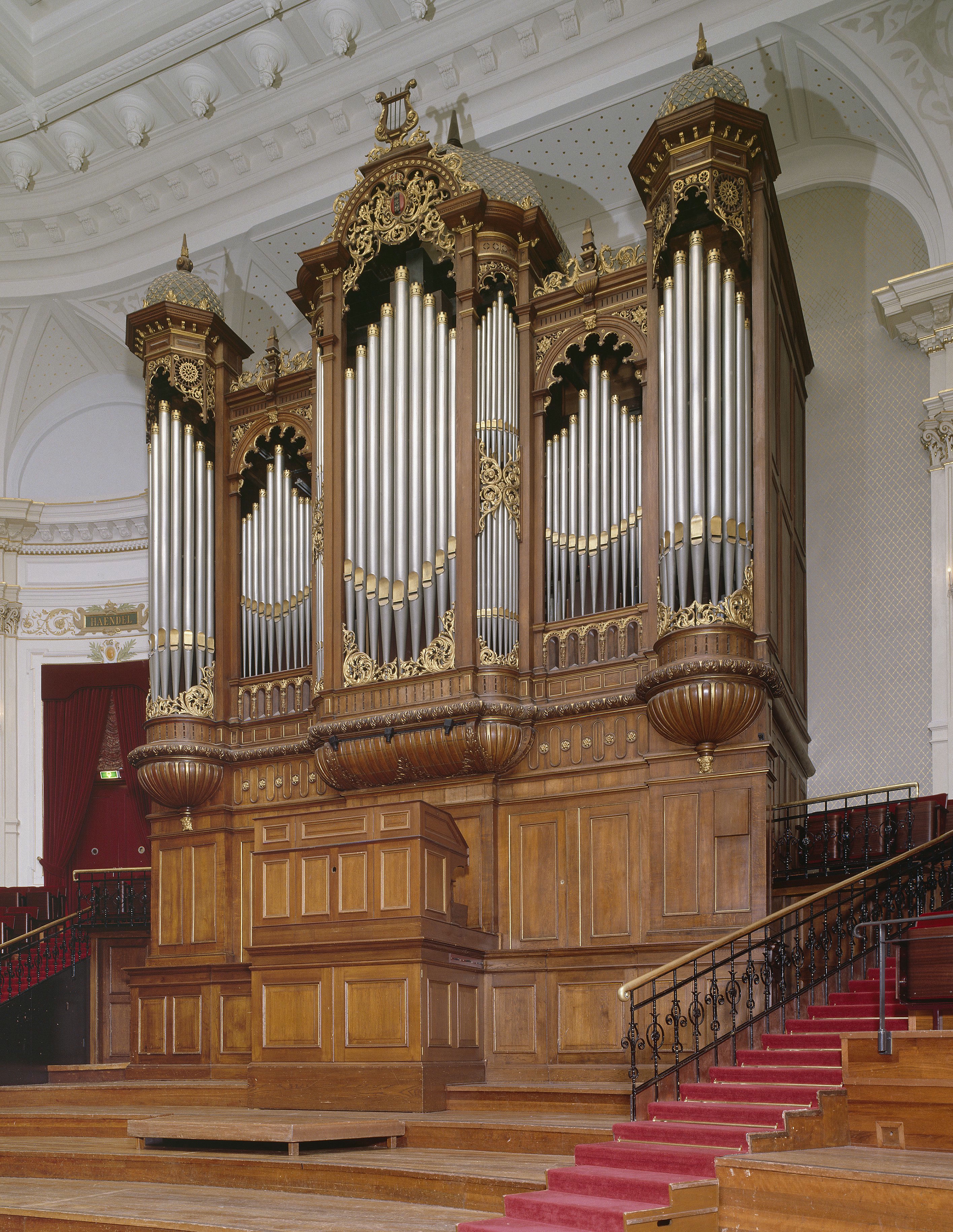
Het Maarschalkerweerd-orgel van het Concertgebouw.

Het Koninklijk Concertgebouw, geopend op 11 april 1888, is een gebouw met diverse concertzalen, gelegen aan de Van Baerlestraat tegenover het Museumplein in Amsterdam. Het is de thuisbasis van het Koninklijk Concertgebouworkest.
Het Concertgebouw heeft vier concertzalen: de Grote Zaal, de Kleine Zaal, de Koorzaal en de Spiegelzaal. Sinds een grote renovatie en verbouwing in 1988 is de hoofdentree niet langer aan de Van Baerlestraat, maar aan het Concertgebouwplein nr. 2.
Tijdens de viering in 2013 van het 125-jarig bestaan kreeg het Concertgebouw het predicaat Koninklijk. Sindsdien is de officiële naam Het Koninklijk Concertgebouw.

## Geschiedenis

### Oprichting
De oprichtingsvergadering van de naamloze vennootschap die het Concertgebouw liet bouwen – en ook thans nog eigenaar is – werd gehouden in 1882 in theaterzaal Odeon aan het Singel, waarin thans een gelijknamige discotheek is gevestigd.
De bouw begon in 1883 in een veenweidegebied dat destijds net buiten de stadsgrenzen van Amsterdam lag, in de gemeente Nieuwer-Amstel. In 1896 kwam het binnen de grenzen van Amsterdam. Er tegenover lag het latere IJsclubterrein, het huidige Museumplein. Als fundering werden 2186 heipalen van twaalf tot dertien meter lang tot op de zandbodem geslagen.
De zaal werd geopend op 11 april 1888, met een inwijdingsconcert waaraan 120 musici en een koor van 500 personen deelnamen. Er werd muziek ten gehore gebracht van Wagner, Händel, Bach en Beethoven.

### Tweede Wereldoorlog
Ten tijde van de Tweede Wereldoorlog werd de uitvoering van werken van joodse componisten als Gustav Mahler en Felix Mendelssohn verboden. De zeventien Joodse leden van het Concertgebouworkest, bijna eenvijfde van het totaal aantal musici, moesten worden ontslagen omwille van de zogenaamde arisering. In 2020 werden de betreffende musici postuum geëerd in het Gedenkteken Joodse Musici in een gang achter de Grote Zaal.

### Naoorlogse jaren
Tot 1952 vormden het gebouw en het Concertgebouworkest één organisatie. In dat jaar werd het orkest organisatorisch losgemaakt van Het Concertgebouw NV en ondergebracht in de Nederlandse Orkest Stichting.

## Gebouw
De architect van het gebouw is Adolf Leonard van Gendt, voor wie de bouwtekening van het in 1884 geopende Gewandhaus in Leipzig als inspiratiebron diende. Het interieur van het gebouw is vormgegeven en ingedeeld naar het voorbeeld van het Neue Gewandhaus, dat in 1943 en 1944 zware oorlogsschade opliep, daarna geconsolideerd werd en uiteindelijk in 1968 is afgebroken.
Het Concertgebouw heeft dezelfde vloeiende lijnen en ronde hoeken als het Neue Gewandhaus en de zalen worden ook omgeven door ruime gangen. En net als in Leipzig werd de Kleine Zaal dwars achter de grote zaal gebouwd.
Het gebouw werd gebouwd volgens de stijl van het Weens classicisme. De gevel vertoont neorenaissancistische kenmerken, en werd meer gedecoreerd dan gebruikelijk was in de oudheid. Het was een manier van versieren die werd gebruikt om gebouwen meer status te geven. De beeldhouwwerken werden uitgevoerd door Johannes Franse.
Op het dak van de Grote Zaal staat een lier, het instrument van Apollo, het symbool van de muziek. Deze is vervaardigd van roodkoper en is verguld met bladgoud. De huidige lier stamt uit 1993 en is een kopie van de originele uit 1888 met dit verschil dat de originele was vervaardigd uit zink. De lier heeft een hoogte van 3,25 meter. Het gebouw werd op 4 juli 1974 tot rijksmonument verklaard.
Bij een grote renovatie van 1985 tot 1988 werd aan het J.W. Brouwersplein (thans Concertgebouwplein) een nieuwe hoofdingang aangebouwd met een moderne glazen foyer, naar ontwerp van Pi de Bruijn. Dit nieuwe gedeelte heeft geen monumentenstatus.

### Grote Zaal
De Grote Zaal is 44 meter lang, 27,5 meter breed en 17,5 meter hoog; de zaal biedt plaats aan ongeveer tweeduizend mensen. De zaal heeft een galmtijd van 2,8 seconde zonder publiek, en 2,2 seconde met publiek. Deze afmetingen maken de zaal uitermate geschikt voor het repertoire uit de late Romantiek zoals de werken van Mahler, en juist in mindere mate geschikt voor versterkte muziek en kamermuziek. De Grote Zaal wordt desondanks ook gebruikt voor solorecitals van beroemde musici. 
Vanwege de volgens velen superieure akoestiek wordt de Grote Zaal beschouwd als een van de drie beste zalen ter wereld voor symfonische muziek. De andere twee zijn de Symphony Hall in Boston (VS) en de Große (Goldene) Musikvereinssaal in Wenen (Oostenrijk). Men kan de ongeëvenaarde akoestiek van de Grote Zaal zelf toetsen door (uiteraard niet tijdens een concert) een harde droge klap met de handen te geven. Men hoort dan een heldere weerklank die donker uitsterft. Duidelijk anders dan in andere zalen.
In de Grote Zaal is een groot concertorgel opgesteld van de orgelbouwer Michaël Maarschalkerweerd. De orgelkas werd ontworpen door architect Van Gendt zelf en maakte dus deel uit van het totale concept van het gebouw.

### Kleine Zaal
Achter de Grote Zaal bevindt zich op de bovenverdieping een kleinere ovale zaal, die de Kleine Zaal genoemd wordt. Deze is 20 meter lang en 15 meter breed. Deze meer intieme ruimte is speciaal bedoeld voor kamermuziek. In deze zaal kunnen 438 luisteraars plaatsnemen. Rondom de Kleine Zaal bevinden zich de Felix de Nobel Foyer, de Franse Foyer, de Omloop (sinds 1988) en de Voorhal van de Kleine Zaal. De muziekzaal in het honderd jaar eerder gebouwde Felix Meritis, aan de Keizersgracht in Amsterdam diende als voorbeeld voor de Kleine Zaal in Het Concertgebouw.

### Spiegelzaal
Achter de Grote Zaal bevindt zich op de begane grond een ovale zaal die precies onder de Kleine Zaal ligt en dezelfde omtrek heeft. Deze wordt de Spiegelzaal genoemd naar de vele spiegels die zich in de deuren bevinden. Tot 1925 verschafte deze zaal toegang tot de tuin achter het Concertgebouw. Na de verkoop van de tuin aan de gemeente Amsterdam in 1925 was het uitzicht niet zo fraai meer. Daarom is besloten de ruiten in de deuren te vervangen door spiegels. De zaal heeft kristallen kroonluchters. Er staan pilaren ter ondersteuning van de erboven gelegen Kleine Zaal. De multifunctionele Spiegelzaal is hoofdzakelijk in gebruik als koffiekamer en foyer, maar wordt ook gebruikt als ontvangstruimte voor speciale gasten. Ook radio-uitzendingen zoals AVRO Spiegelzaal (en vroeger Für Elise), komen uit de Spiegelzaal. Het is een intieme zaal met een enigszins holle akoestiek. De aanwezigheid van wijnranken, druiventrossen en Bacchuskoppen in de ornamenten geeft aan dat deze ruimte van meet af aan als gelagkamer moest dienstdoen.

## Gebruik
Elk jaar vinden er zo'n 900 concerten en andere activiteiten plaats voor een publiek van in totaal 850.000 mensen. Sinds het begin in 1888 heeft het Concertgebouw gediend als thuisbasis voor het Concertgebouworkest, dat in 1988 het predicaat Koninklijk kreeg. Ook het Nederlands Philharmonisch Orkest en het daarmee gelieerde Nederlands Kamerorkest hebben hun vaste concertseries in de Grote Zaal, als voortzetting van de in 1953 begonnen series van het toenmalige Kunstmaandorkest, het latere Amsterdams Philharmonisch Orkest. Een lange traditie sinds de vroege jaren zestig vormen de concerten van de NTR-Zaterdagmatinee (oorspronkelijk georganiseerd door de VARA als Matinee op de Vrije Zaterdag) vanuit de Grote Zaal, meestal met de orkesten van het Muziekcentrum van de Omroep, maar ook regelmatig met andere orkesten en ensembles. Het Concertgebouw heeft ook een eigen programmering in zowel de Grote als de Kleine Zaal voor recitals, kamermuziek en (meestal buitenlandse) symfonieorkesten. 
Een van de jaarlijks terugkerende concerten is het Nieuwjaarsconcert van de VARA en het Nederlands Blazers Ensemble: het Nederlandse antwoord op het jaarlijkse Nieuwjaarsconcert van de Wiener Philharmoniker. Het concert wordt ieder jaar op 1 januari rechtstreeks uitgezonden op radio en televisie. Verdere tradities zijn de Kerstmatinee die op Eerste Kerstdag rechtstreeks wordt uitgezonden op radio en tv en de passiemuziek op Palmzondag uitgevoerd door het Koninklijk Concertgebouworkest, die rechtstreeks uitgezonden wordt op NPO Klassiek. Op kerstavond is er elk jaar een kerkdienst van de 'Diensten met Belangstellenden'.
Eind jaren 60 en begin jaren 70 werd de zaal ook wel gebruikt voor popconcerten. Artiesten die in de klassieke muziektempel optraden waren onder meer Aretha Franklin, Rod McKuen, Led Zeppelin, Pink Floyd, Frank Zappa, Grateful Dead, The Who, Janis Joplin, The Doors, Paul McCartney & Wings, Frank Sinatra en Roxy Music.
Het Concertgebouw ontvangt volgens eigen opgave jaarlijks ruim 700.000 bezoekers.

## Eregalerij van componisten
Zowel de grote als de kleine zaal is getooid met cartouches met de namen van de componisten die ten tijde van de bouw van het gebouw (en ook daarna nog) het meest gewaardeerd werden. De namen op de balkonranden in de Grote Zaal zijn van componisten die er hebben opgetreden of van wie een werk in première is gegaan. Voorbeeld hiervan is Mahler, die de eerste vijf van zijn symfonieën heeft gedirigeerd in de Grote Zaal.
De volledige lijst op de muren bestaat uit:
| - Haendel - Lulli - Scarlatti - Mozart - Cherubini | - Weber - Berlioz - Chopin - Liszt - Wagner | - Gounod - Reincken - Schuijt - Obrecht - Sweelinck | - Orl. Lassus - Clemens n.P. - Wanning - Brahms - Rubinstein | - Niels Gade - Verhulst - Schumann - Mendelssohn - Schubert | - Spohr - v. Beethoven - Haydn - Bach |

en op de balkonrand:
| - Strawinsky - Pijper - Ravel - Reger - Wagenaar | - Tschaikovsky - Zweers - Bruckner - Mahler - Franck | - Diepenbrock - Debussy - Dopper - Rich. Strauss - Röntgen | - Bartók - Dvořák |

Op de muren van de Kleine Zaal prijken de namen:
| - Haydn - Beethoven - Mozart - Schubert - Schumann - Rubinstein | - Hiller - Brahms - Grieg - Saint-Saëns - Mendelssohn - Bach |